# Хилс (Тексас)
Хилс (енгл. The Hills) град је у америчкој савезној држави Тексас.

## Демографија
По попису из 2010. године број становника је 2.472, што је 980 (65,7%) становника више него 2000. године.
| Група             | 2000.         | 2010.         |
| Белци             | 1.421 (95,2%) | 2.200 (89,0%) |
| Афроамериканци    | 18 (1,2%)     | 37 (1,5%)     |
| Азијати           | 10 (0,7%)     | 52 (2,1%)     |
| Хиспаноамериканци | 33 (2,2%)     | 158 (6,4%)    |
| Укупно            | 1.492         | 2.472         |